# Đào Tấn Lộc
Đào Tấn Lộc (sinh ngày 3 tháng 3 năm 1953) là một chính trị gia người Việt Nam. Ông từng là đại biểu Quốc hội Việt Nam khóa XIII nhiệm kì 2011-2016, thuộc đoàn đại biểu Quốc hội tỉnh Phú Yên. Ông còn từng là Chủ tịch Ủy ban nhân dân tỉnh Phú Yên, Bí thư Tỉnh ủy Phú Yên, Chủ tịch Hội đồng nhân dân tỉnh Phú Yên.

## Xuất thân
Đào Tấn Lộc quê quán ở Xã Hòa Thắng, huyện Phú Hòa, Phú Yên, người dân tộc Kinh, không theo tôn giáo nào.

## Giáo dục
- Kỹ sư Nông nghiệp
- Cử nhân Luật
- Cử nhân chính trị

## Sự nghiệp
Ông gia nhập Đảng Cộng sản Việt Nam vào ngày 31/1/1981.
Ông từng là đại biểu hội đồng nhân dân tỉnh Phú Yên nhiệm kỳ 1989-1994; 1999-2004; 2004-2011.
Ông từng là đại biểu Quốc hội Việt Nam khóa VIII.
Từ 2011-2016 ông là Ủy viên Ban chấp hành TW Đảng; Bí thư Tỉnh ủy, Chủ tịch Hội đồng nhân dân tỉnh; Trưởng đoàn Đoàn ĐBQH tỉnh Phú Yên khóa XIII, Ủy viên Ủy ban Đối ngoại của Quốc hội.